# Víctor Chust
Víctor Chust García (Valencia, 5 de marzo de 2000) es un futbolista español que juega como defensa en el Elche C. F. de la Primera División de España.

## Trayectoria
Natural de Valencia, tuvo sus primeros contactos con el fútbol en las categorías formativas del Valencia C. F. hasta que a los doce años ingresó en las categorías inferiores del Real Madrid Club de Fútbol. En ellas fue ascendiendo desde los equipos infantiles y cadetes hasta llegar al primer equipo juvenil en 2017. Allí se mantuvo hasta la temporada 2019-20, bajo las órdenes de Raúl González, exjugador histórico del club, y donde formó parte de la plantilla que ganó la Liga Juvenil de la UEFA al derrotar en la final a los juveniles del S. L. Benfica por 2-3. Sus estadísticas en la competición europea fueron 7 partidos, que sumó a los 8 disputados en su debut en la competición el curso anterior. Tras compaginar el año del campeonato europeo entre el juvenil y el equipo filial, el Real Madrid Castilla C. F. —donde debutó el 25 de agosto de 2019—, ingresó definitivamente en el filial para la temporada 2020-21.
Durante el nuevo curso en la Segunda División "B", y también bajo dirección de Raúl González, se consolidó como el defensa central del equipo a la vez que compaginó sus actuaciones con el primer equipo, el Real Madrid C. F., dirigido por Zinedine Zidane.
El 20 de enero de 2021 hizo su debut en el primer equipo en Copa del Rey, en un encuentro disputado en el estadio El Collao frente al C. D. Alcoyano que acabó con derrota madridista, partiendo como titular. Jugó dos partidos más en lo que restaba de temporada y en agosto fue cedido sin opción de compra al Cádiz C. F.
El 6 de julio de 2022, después de haber participado en 29 encuentros la campaña anterior, el Cádiz C. F. anunció su continuidad en el club cuatro años más después de haber llegado a un acuerdo con el Real Madrid para su traspaso, guardándose este un porcentaje de una futura venta. Tras el segundo de ellos renovó su contrato hasta 2028. Siguió una temporada más y el 7 de agosto de 2025 fue cedido al Elche C. F. que tenía una opción de compra en función de determinados objetivos.

## Internacional
Fue internacional sub-19 con España.

## Clubes
| Club                       | País   | Año       | Partidos (goles) |
| -------------------------- | ------ | --------- | ---------------- |
| Real Madrid Castilla C. F. | España | 2019-2021 | 26 (0)           |
| Real Madrid C. F.          | España | 2021-2022 | 3 (0)            |
| Cádiz C. F. (cedido)       | España | 2021-2022 | 29 (0)           |
| Cádiz C. F.                | España | 2022-     | 79 (4)           |
| Elche C. F. (cedido)       | España | 2025-     |                  |

## Palmarés

### Campeonatos internacionales
| Título                    | Club              | Sede  | Año     |
| ------------------------- | ----------------- | ----- | ------- |
| Liga de Campeones juvenil | Real Madrid C. F. | Suiza | 2019-20 |